# الیزابت یاتس
الیزابت یاتس (انگلیسی: Elizabeth Yeats; ۱۱ مارس ۱۸۶۸ – ۱۶ ژانویهٔ ۱۹۴۰) ناشر، و اهالی کسب‌وکار اهل پادشاهی متحد بریتانیای کبیر و ایرلند بود. او به عنوان یک معلم هنر و غالباً با نام لولی معروف است. الیزابت چندین کتاب دربارهٔ هنر نیز نوشته و به چاپ رسانده‌است